# 쇠고기면
쇠고기면은 삼양식품에서 생산하는 라면이다. 1970년 10월 30일부터 판매 중이다.

## 특징
기존의 쇠고기맛 면에 스프의 쇠고기 분말 함량을 5배 늘리고 우유를 첨가하여 부드러운 맛과 육수의 진한 맛을 증가한 제품이다. 또한 대관령 목장의 국산 쇠고기를 원료로 사용한다.
1997년 6월 24일, 북한 동포 돕기운동의 일환으로 북한에 제공된 적이 있다.
2019년 10월 컵라면 버전이 발표되었다. 안성탕면 이후 처음 발표되는 저가형 라면의 컵라면 버전이다.

## 사진

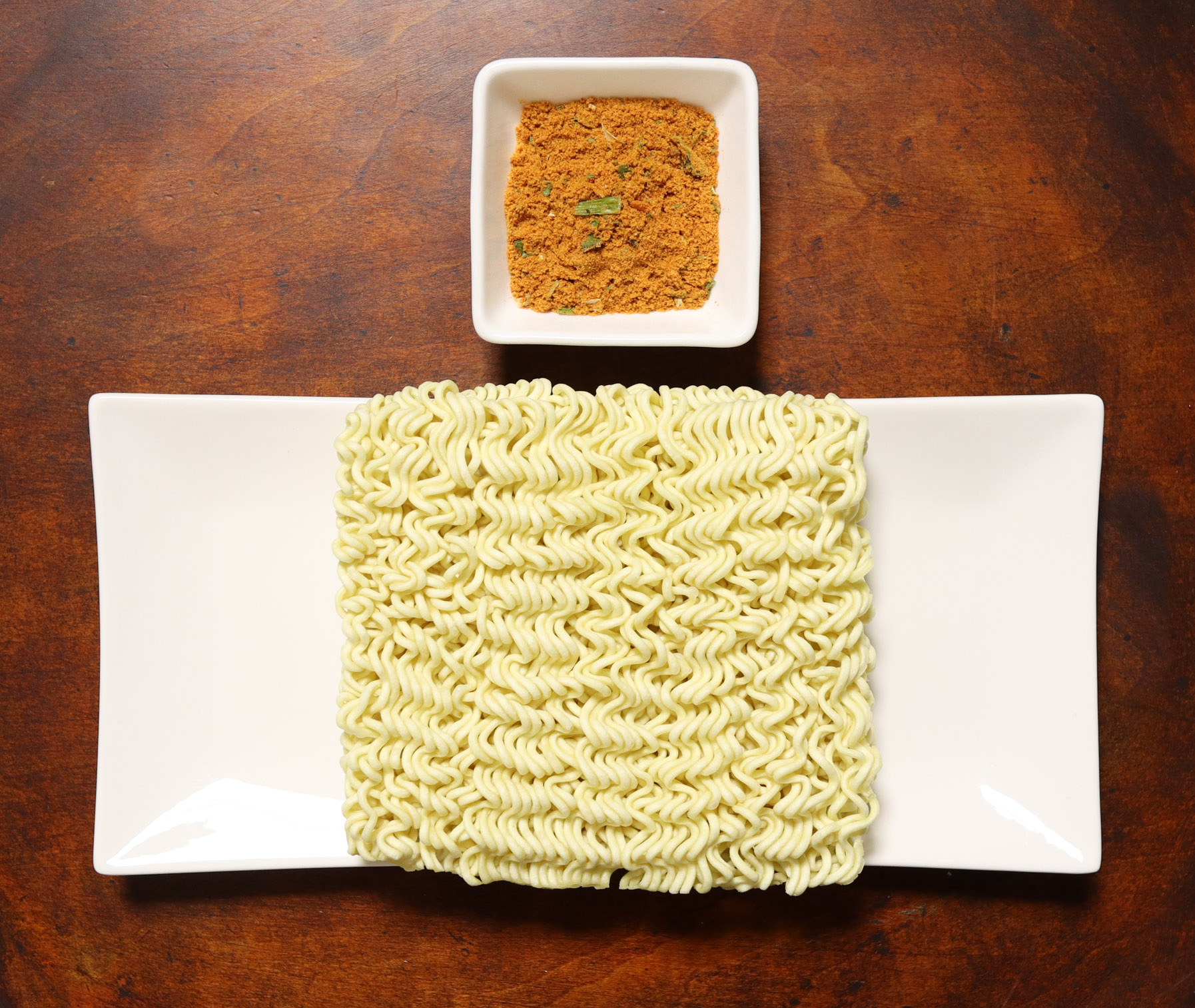
쇠고기면 재료
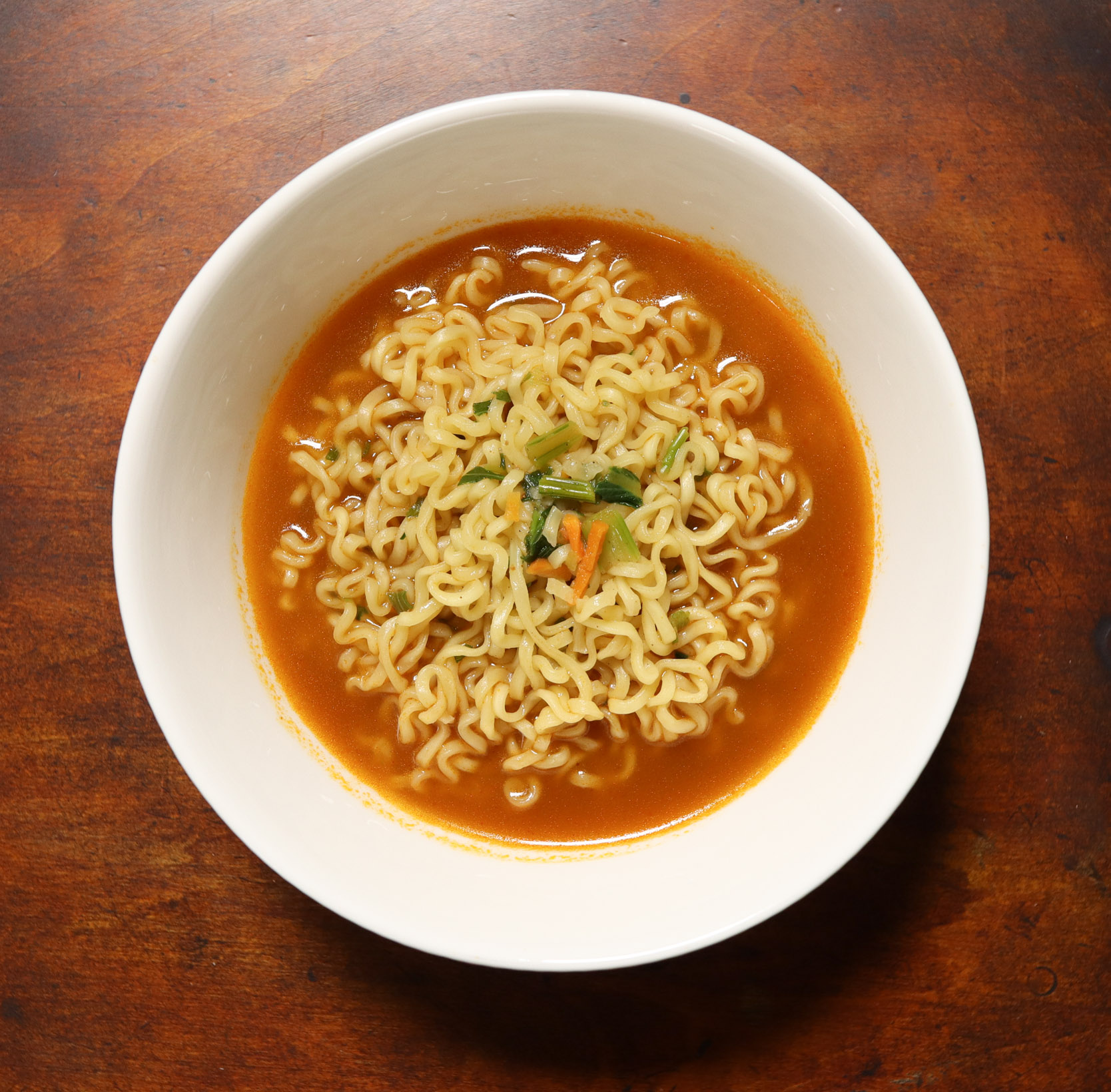
쇠고기면
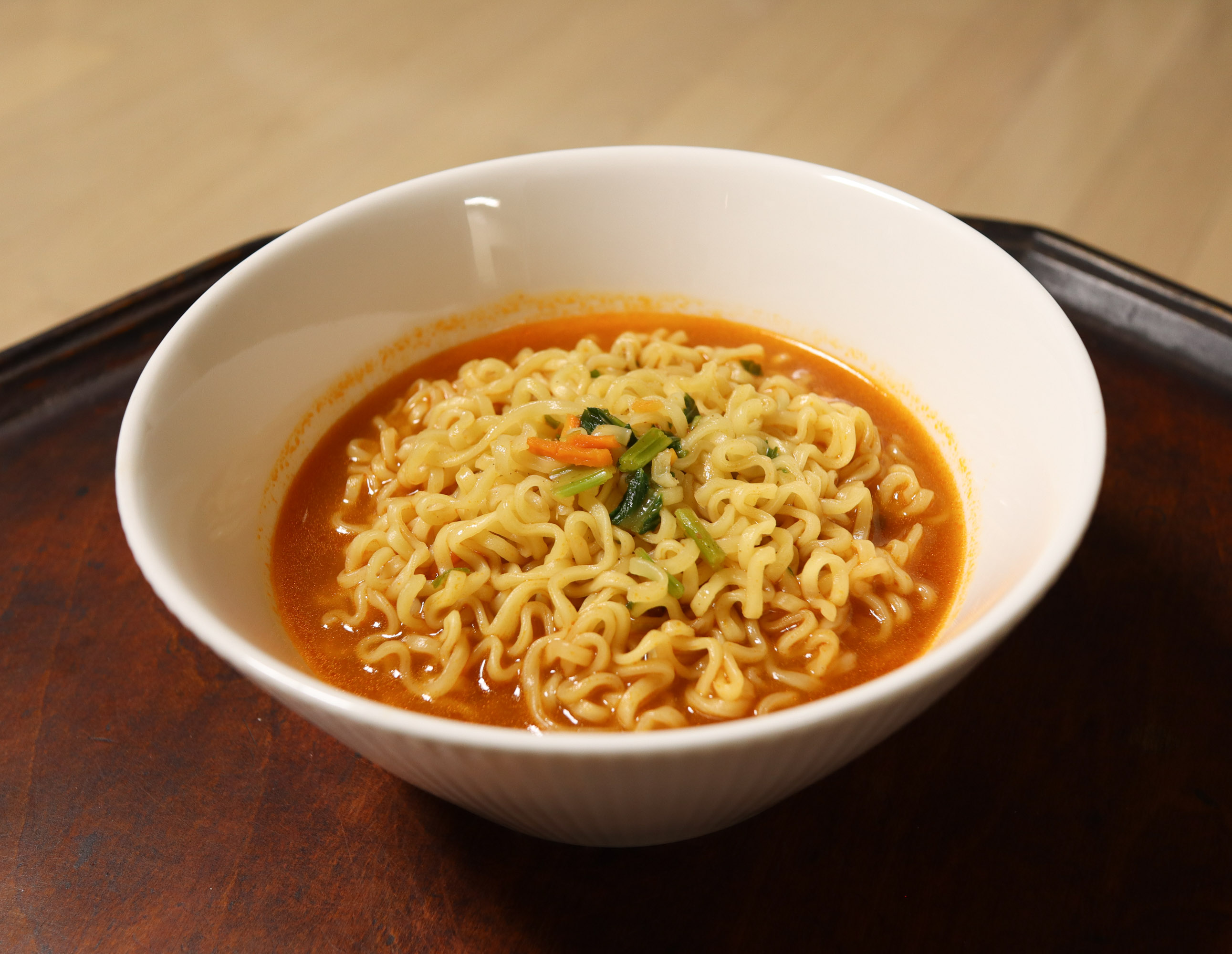
쇠고기면

## 같이 보기
- 삼양라면
- 삼양식품